# Star Trek: Deep Space Nine/Staffel 3
Die dritte Staffel der US-amerikanischen Fernsehserie Star Trek: Deep Space Nine wurde in den USA zwischen September 1994 und Juni 1995 erstmals ausgestrahlt, in Deutschland von Februar bis März 1996 auf Sat.1.

## Episoden und Erstausstrahlung
| Nr. (ges.) | Nr. (St.) | Deutscher Titel                        | Originaltitel             | Erstausstrahlung USA | Deutschsprachige Erstausstrahlung (D) | Regie            | Drehbuch                                                                     |
| --- | --------- | -------------------------------------- | ------------------------- | -------------------- | ------------------------------------- | ---------------- | ---------------------------------------------------------------------------- |
| 47 | 1         | Die Suche, Teil I                      | The Search, Part I        | 24. Sep. 1994        | 15. Feb. 1996                         | Kim Friedman     | Ronald D. Moore, Idee: Ira Steven Behr, Robert Hewitt Wolfe                  |
| Um die Gründer, die das Dominion anführen, zu suchen und davon zu überzeugen, dass die Föderation keine Gefahr für sie darstellt, erhält Sisko das Kommando über das Kriegsraumschiff Defiant, das mit einer Tarnvorrichtung ausgestattet ist. |           |                                        |                           |                      |                                       |                  |                                                                              |
| 48 | 2         | Die Suche, Teil II                     | The Search, Part II       | 1. Okt. 1994         | 16. Feb. 1996                         | Jonathan Frakes  | Ira Steven Behr, Idee: Ira Steven Behr, Robert Hewitt Wolfe                  |
| Die von Sisko und seiner Mannschaft durchgeführte Suche im Gamma-Quadranten ergibt, dass es sich bei den Gründern um Formwandler handelt, auch Wechselbälger genannt. Dabei erfährt Odo auch von seiner Herkunft. Um ihre ungefährdete Existenz zu sichern und um Ordnung in den Weltraum zu bringen, begannen die Gründer einst, die anderen Völker ihres Teils des Alls zu unterwerfen. Ein von den Gründern durchgeführtes Gedankenexperiment mit Siskos Mannschaft ergibt, dass die Föderation aus der Sicht der Gründer eine Bedrohung darstellt.                                                 |           |                                        |                           |                      |                                       |                  |                                                                              |
| 49 | 3         | Das Haus des Quark                     | The House Of Quark        | 8. Okt. 1994         | 17. Feb. 1996                         | Les Landau       | Ronald D. Moore, Idee: Tom Benko                                             |
| Um seine Gäste zu beeindrucken, erzählt Quark, dass er einen Klingonen, der in Wirklichkeit betrunken in sein eigenes Messer gestürzt ist, im Kampf getötet habe. Grilka, die Frau des Klingonen, kommt nach DS9, um ihre Familienehre wiederherzustellen und Quark als neues Familienoberhaupt zu heiraten. |           |                                        |                           |                      |                                       |                  |                                                                              |
| 50 | 4         | Das Equilibrium                        | Equilibrium               | 15. Okt. 1994        | 19. Feb. 1996                         | Cliff Bole       | René Echevarria, Idee: Christopher Teague                                    |
| Ein Geheimnis aus Dax’ Vergangenheit könnte das Ende des Lebens des aktuellen Wirtes bedeuten. Es stellt sich heraus, dass Dax einst mit Joran vereinigt war, der einen Mord beging. Das Trill-Komitee hatte dies vertuscht, da man verhindern wollte, dass die Trill erfahren, dass jedes Mitglied ihrer Gesellschaft für eine Vereinigung geeignet ist. |           |                                        |                           |                      |                                       |                  |                                                                              |
| 51 | 5         | Die zweite Haut                        | Second Skin               | 22. Okt. 1994        | 20. Feb. 1996                         | Les Landau       | Robert Hewitt Wolfe                                                          |
| Kira erwacht in der Gestalt einer Cardassianerin im Haus von Tekeny Ghemor, der ihr erklärt, ihr Vater zu sein. Es stellt sich jedoch heraus, dass Kira in Wirklichkeit doch Bajoranerin ist und vom Obsidianischen Orden, dem cardassianischen Geheimdienst, entführt und chirurgisch verändert wurde, um Tekeny Ghemor, einen Dissidenten zu diskreditieren. Durch die Bemühungen der Stationscrew und Garaks kann Kira aber gerettet werden. |           |                                        |                           |                      |                                       |                  |                                                                              |
| 52 | 6         | Der Ausgesetzte                        | The Abandoned             | 29. Okt. 1994        | 21. Feb. 1996                         | Avery Brooks     | D. Thomas, Steve Warnek                                                      |
| Auf DS9 wird ein Jem’Hadar-Baby entdeckt, das in rasender Geschwindigkeit heranwächst und sich, wie von den Gründern vorgesehen, zu einem Krieger entwickelt. Aufgrund der vor allem von Odo empfundenen Aussichtslosigkeit, den Jem’Hadar zu etwas anderem als einer Killermaschine umzuerziehen, bringt er ihn zu dessen Artgenossen. |           |                                        |                           |                      |                                       |                  |                                                                              |
| 53 | 7         | In der Falle                           | Civil Defense             | 5. Nov. 1994         | 22. Feb. 1996                         | Reza Badiyi      | Mike Krohn                                                                   |
| Auf der Station wird versehentlich ein altes cardassianisches Computerprogramm aktiviert, das noch davon ausgeht, die Station stünde unter cardassianischer Herrschaft und es müsse – etwa durch den Einsatz von Nervengas – ein gerade stattfindender Aufstand bajoranischer Zwangsarbeiter beendet werden. Unterstützt von Garak und Dukat gelingt es der Mannschaft aber letztlich, die Selbstzerstörung der Station zu verhindern und die Ausführung des Programms zu beenden. |           |                                        |                           |                      |                                       |                  |                                                                              |
| 54 | 8         | Meridian                               | Meridian                  | 12. Nov. 1994        | 23. Feb. 1996                         | Jonathan Frakes  | Mark Gehred-O'Connell, Idee: Hilary J. Bader, Evan Carlos Somers             |
| Die Defiant entdeckt einen Planeten, der nur alle 60 Jahre für kurze Zeit in festem Zustand existiert. Die Bewohner können sich daher nicht mehr fortpflanzen und versuchen diese Dimensionswechsel in Zukunft zu verhindern. Dax verliebt sich bei der Suche nach einer Lösung in den Anführer Deral und möchte deshalb auf Meridian bleiben. |           |                                        |                           |                      |                                       |                  |                                                                              |
| 55 | 9         | Defiant                                | Defiant                   | 19. Nov. 1994        | 24. Feb. 1996                         | Cliff Bole       | Ronald D. Moore                                                              |
| Thomas Riker, ein Mitglied des Maquis, entführt die Defiant, um damit eine geheime Schiffswerft des cardassianischen Geheimdienstes aufzuspüren. Kira und Sisko schaffen es aber, Rikers Plan zu durchkreuzen und ihn zu verhaften. |           |                                        |                           |                      |                                       |                  |                                                                              |
| 56 | 10        | Das Festival                           | Fascination               | 26. Nov. 1994        | 26. Feb. 1996                         | Avery Brooks     | Philip Lazebnik, Idee: Ira Steven Behr, James Crocker                        |
| Lwaxana Troi ist vom Zanthi-Fieber befallen als sie die Station während des bajoranischen Dankbarkeitsfestes besucht und überträgt so ihre Gefühle für Odo auf andere Bewohner der Station. Mitglieder der Besatzung verlieben sich plötzlich ineinander. |           |                                        |                           |                      |                                       |                  |                                                                              |
| 57 | 11        | Gefangen in der Vergangenheit, Teil I  | Past Tense, Part I        | 31. Dez. 1994        | 27. Feb. 1996                         | Reza Badiyi      | Robert Hewitt Wolfe, Idee: Ira Steven Behr, Robert Hewitt Wolfe              |
| Durch eine Fehlfunktion beim Beamen geraten Sisko, Dax und Bashir in das San Francisco des 21. Jahrhunderts und mitten in ein städtisches Elendsviertel. Als der Anführer eines Aufstandes der Slumbewohner ermordet wird, droht die Zeitlinie einen abweichenden Verlauf zu nehmen und die Rückkehr der drei in ihre Zeit zu vereiteln. |           |                                        |                           |                      |                                       |                  |                                                                              |
| 58 | 12        | Gefangen in der Vergangenheit, Teil II | Past Tense, Part II       | 7. Jan. 1995         | 28. Feb. 1996                         | Jonathan Frakes  | Ira Steven Behr, René Echevarria; Idee: Ira Steven Behr, Robert Hewitt Wolfe |
| Sisko nimmt die Rolle des getöteten Anführers ein und führt den Aufstand an. Schließlich kann das Team in seine Zeit zurückkehren. |           |                                        |                           |                      |                                       |                  |                                                                              |
| 59 | 13        | Der Funke des Lebens                   | Life Support              | 28. Jan. 1995        | 29. Feb. 1996                         | Reza Badiyi      | Ronald D. Moore, Idee: Christian Ford, Roger Soffer                          |
| Es gelingt Vedek Bareil, die cardassianische Regierung zu einem Friedensvertrag mit Bajor zu bewegen. Da er jedoch schwer verletzt wurde, bezahlt er den Erfolg mit dem Leben. |           |                                        |                           |                      |                                       |                  |                                                                              |
| 60 | 14        | Herz aus Stein                         | Heart Of Stone            | 4. Feb. 1995         | 1. März 1996                          | Alexander Singer | Ira Steven Behr, Robert Hewitt Wolfe                                         |
| Odo und Kira geraten bei der Verfolgung eines Maquis-Piloten in eine Höhle. Dort gerät Kiras Fuß in einen Kristall, aus dem sie sich nicht mehr befreien kann. Da der Kristall zu wachsen beginnt, droht Kira in wenigen Stunden der Tod. |           |                                        |                           |                      |                                       |                  |                                                                              |
| 61 | 15        | Trekors Prophezeiung                   | Destiny                   | 11. Feb. 1995        | 2. März 1996                          | Les Landau       | David S. Cohen, Martin A. Winer                                              |
| In alten bajoranischen Texten ist die Prophezeiung von Trekor überliefert. Kira befürchtet nun, dass drei Cardassianer, die gemeinsam mit der Besatzung versuchen, Kommunikation durch das Wurmloch zu ermöglichen, die drei in diesem Text erwähnten Vipern sind, die das als Tempel der Propheten verehrte Wurmloch zerstören werden. |           |                                        |                           |                      |                                       |                  |                                                                              |
| 62 | 16        | Das Motiv der Propheten                | Prophet Motive            | 18. Feb. 1995        | 4. März 1996                          | René Auberjonois | Ira Steven Behr, Robert Hewitt Wolfe                                         |
| Der große Nagus, der Anführer der Ferengi, kommt nach DS9 und ist merkwürdig verändert. Er zeigt sich auf einmal wohltätig und gibt neue „Regeln des Erwerbs“ heraus, in denen die Ferengi aufgefordert werden, dem grenzenlosen Profitstreben abzuschwören. Quark und Rom entdecken, dass er vor Kurzem bei den Wurmlochwesen, den Propheten, war und versuchen nun, ihren alten Nagus zurückzubekommen, indem sie mit ihnen Kontakt aufnehmen. |           |                                        |                           |                      |                                       |                  |                                                                              |
| 63 | 17        | Der Visionär                           | Visionary                 | 25. Feb. 1995        | 5. März 1996                          | Reza Badiyi      | John Shirley, Idee: Ethan H. Calk                                            |
| Die Romulaner sehen sich der Gefahr eines Angriffes durch das Dominion ausgesetzt. Den Plan der Romulaner, das Wurmloch zu zerstören, um das Dominion daran zu hindern, in ihren Raum einzudringen, kann aber verhindert werden, da O’Brien durch einen Unfall durch die Zeit reist. |           |                                        |                           |                      |                                       |                  |                                                                              |
| 64 | 18        | Ferne Stimmen                          | Distant Voices            | 8. Apr. 1995         | 6. März 1996                          | Alexander Singer | Ira Steven Behr, Robert Hewitt Wolfe; Idee: Joe Menosky                      |
| Bashir wird von einem Letheaner angegriffen und findet sich auf einer merkwürdig veränderten Station wieder. Er muss versuchen, den Letheaner zu überwältigen, von dem er immer wieder angegriffen wird. Da er aber schnell zu altern beginnt, bleibt ihm nicht viel Zeit und seine Kräfte schwinden. In Wirklichkeit ist Bashir nach dem Angriff aber ins Koma gefallen und ringt mit dem Tod. |           |                                        |                           |                      |                                       |                  |                                                                              |
| 65 | 19        | Durch den Spiegel                      | Through The Looking Glass | 15. Apr. 1995        | 7. März 1996                          | Winrich Kolbe    | Ira Steven Behr, Robert Hewitt Wolfe                                         |
| Sisko wird in das Spiegeluniversum entführt. Mit seiner Hilfe gelingt es, das Ebenbild von Siskos verstorbener Frau Jennifer, die im Spiegeluniversum noch lebt und als Wissenschaftlerin der Allianz dient, zu überreden, doch für die Rebellen zu arbeiten. |           |                                        |                           |                      |                                       |                  |                                                                              |
| 66 | 20        | Der geheimnisvolle Garak – Teil 1      | Improbable Cause (1)      | 22. Apr. 1995        | 8. März 1996                          | Avery Brooks     | René Echevarria, Idee: Robert Lederman, David R. Long                        |
| Nachdem Garaks Geschäft explodiert ist, stoßen Odo und Garak bei den Untersuchungen auf eine große Flotte romulanischer und cardassianischer Schiffe. Es stellt sich heraus, dass es Schiffe der Geheimdienste beider Welten sind, die die Heimatwelt der Gründer angreifen wollen, um dadurch das Dominion zu vernichten. |           |                                        |                           |                      |                                       |                  |                                                                              |
| 67 | 21        | Der geheimnisvolle Garak – Teil 2      | The Die Is Cast (2)       | 29. Apr. 1995        | 9. März 1996                          | David Livingston | Ronald D. Moore                                                              |
| Das Vorhaben des romulanischen und des cardassianischen Geheimdienstes misslingt und stellt sich als eine Falle des Dominion mit dem Zweck heraus, Romulaner und Cardassianer militärisch zu schwächen. |           |                                        |                           |                      |                                       |                  |                                                                              |
| 68 | 22        | Die Erforscher                         | Explorers                 | 6. Mai 1995          | 11. März 1996                         | Cliff Bole       | René Echevarria, Idee: Hilary J. Bader                                       |
| Sisko baut nach sehr alten Konstruktionsplänen, die er auf Bajor in einer Bibliothek gefunden hat, ein primitives, mit Solarsegeln betriebenes Raumschiff, um zu beweisen, dass die alten Bajoraner, gemäß ihrer Legenden, mit solchen Schiffen weit gereist sind, etwa bis nach Cardassia. Trotz einiger Schwierigkeiten gelingt Sisko und Jake die Reise dorthin, wo sie von Gul Dukat freundlich empfangen werden. |           |                                        |                           |                      |                                       |                  |                                                                              |
| 69 | 23        | Familienangelegenheiten                | Family Business           | 13. Mai 1995         | 12. März 1996                         | René Auberjonois | Ira Steven Behr, Robert Hewitt Wolfe                                         |
| Quarks Mutter wird verdächtigt, Profit gemacht zu haben. Da es Frauen der Ferengi verboten ist, sich wirtschaftlich zu betätigen, bekommt Quark Besuch von der Ferengi-Handelsbehörde, die ihn auffordert, seine Mutter zur Vernunft zu bringen. Quarks Mutter erweist sich aber als stur und kann erst durch Quarks Bruder Rom zu einem Kompromiss bewegt werden. |           |                                        |                           |                      |                                       |                  |                                                                              |
| 70 | 24        | Shakaar                                | Shakaar                   | 20. Mai 1995         | 13. März 1996                         | Jonathan West    | Gordon Dawson                                                                |
| Nach dem plötzlichen Tod des bajoranischen Premierministers wird Kai Winn auch noch Regierungschefin von Bajor. Zur Festigung ihrer Macht riskiert sie einen Bürgerkrieg. Aus Furcht vor dem Publikwerden ihres Verhaltens tritt sie am Ende jedoch nicht bei den Neuwahlen an, die schließlich der Farmer Shakaar für sich entscheidet. |           |                                        |                           |                      |                                       |                  |                                                                              |
| 71 | 25        | Facetten                               | Facets                    | 10. Juni 1995        | 14. März 1996                         | Cliff Bole       | René Echevarria                                                              |
| Jadzia Dax wird mit Minderwertigkeitsgefühlen konfrontiert, als sie in einer Trill-Zhian'tara-Zeremonie auf frühere Wirte trifft, die in der Lage sind, die Erinnerungen früherer Wirte auf einen anderen Körper zu übertragen. Odo übernimmt während dieser Erfahrung die Rolle von Curzon Dax, was mit Schwierigkeiten verbunden ist. Zeitgleich führt Nog eine Prüfung zur Aufnahme in die Sternenflottenakademie durch. Er besteht die erste Prüfung nicht, da Quark die Simulation manipuliert hat. Nog erhält eine weitere Chance, besteht und ist damit der erste Ferengi in der Sternenflotte. |           |                                        |                           |                      |                                       |                  |                                                                              |
| 72 | 26        | Der Widersacher                        | The Adversary             | 17. Juni 1995        | 15. März 1996                         | Alexander Singer | Ira Steven Behr, Robert Hewitt Wolfe                                         |
| Nachdem er zum Captain befördert wurde, startet Sisko mit der Defiant, um einen Putsch auf der Heimatwelt der Tzenkethi zu untersuchen. Es stellt sich heraus, dass ihr Auftraggeber Admiral Krajensky ein Formwandler ist, der die Defiant auf diese Mission geschickt hat, um einen Krieg zu provozieren. Sisko und seine Mannschaft können das jedoch in letzter Minute verhindern. |           |                                        |                           |                      |                                       |                  |                                                                              |

## Produktion
Ein Ziel der Drehbuchautoren für die dritte Staffel war es, eine Atmosphäre von Paranoia unter der Stationsbesatzung und der Föderation zu schaffen. Dadurch, dass die zum Dominion gehörigen Gründer in der Lage sind, sich in fehlerfreie Nachbildungen menschlicher Körper zu verwandeln und so auch Föderationsangehörige zu ersetzen, entsteht eine völlig neue Bedrohung für die Föderation. Von dieser Gefahr erfuhr der Zuschauer erstmals in der Episode Herz aus Stein (Heart of Stone, Staffel 3).
Diese Bedrohung beabsichtigten die Autoren auch in der letzten Episode der dritten Staffel wieder aufzugreifen, und zwar in Form eines Cliffhangers, der in der ersten Episode der vierten Staffel aufgelöst würde. Paramount entschied sich jedoch gegen einen Cliffhanger, weswegen die Autoren kurzfristig ein neues Drehbuch für eine alleinstehende Episode anfertigen mussten, in der sie die beabsichtigte Bedrohungsatmosphäre aber dennoch integrierten. Die ursprünglich geplante, staffelübergreifende Doppelepisode, in der die Gründer bzw. Formwandler die Bevölkerung der Erde infiltrieren, wurde nun vollständig auf den Beginn der vierten Staffel verschoben.

## Kritiken
| | |
| The 26 episodes in Season 3 are of an impressively high quality overall, with very little unevenness. One major factor in this is that many of the episodes contribute to the overall story arc in some way, but even the more basic „stand-alone“ episodes are solid. – Holly E. Ordway: DVD Talk | „Die 26 Episoden der dritten Staffel sind von einer insgesamt beeindruckend hohen Qualität, mit sehr wenig Unebenheiten. Maßgeblich dafür ist, dass viele der Episoden zum übergeordneten Handlungsbogen in irgendeiner Weise beitragen, doch auch die eher einfachen alleinstehenden Episoden sind solide.“ |

„Die Darstellung der Figuren ist immer überzeugender. Das Schauspiel wirkt routiniert und überzeugend, allerdings auch oft etwas glatt geschliffener als noch in vorherigen Staffeln. Beispielsweise sind die Konfrontationen zwischen Odo und Quark oder Quark und Kira, obwohl vorhanden, längst nicht mehr so scharfzüngig. […] Die dritte Staffel von DS9 ist wieder durch und durch ‚rund‘, d.h. sie bietet von allem etwas – spannende Stories, neue Entwicklungen und eine übergreifende, fortlaufende Geschichte. Leider gibt es auch einige wirklich mittelmäßig Folgen, die nur deshalb nicht gänzlich langweilig sind, weil auch in ihnen die übergreifende Geschichte nebenbei weiterläuft.“

| | |
| Having a constant oppositional force […] as a constant pressure upon the show turned out to be a wonderful idea, and many would agree that Deep Space Nine finally came into its own and stepped out as a fully functional entity within the Trek canon; the show was no longer timid and clumsy from being Roddenberry-less, it became more gutsy and daring than its predecessor, […] and of course, a lot less like Babylon 5. […] The acting […] has solidified into a veritable well-oiled machine, where each cast member seems at ease with one another, and the small, complex nuances of interactions begin to flourish. Avery Brooks's over-the-top dramatic delivery starts to make sense as Sisko spends a lot of time being very stressed out. […] Rather than being forced, out of necessity, to take the Trek universe in daring new directions or innovate the formula into new territory, by giving the cast a fancy starship […] it changes the focus of the show slightly, and retreats to Next Generation-esque formulaic situations. – Adam Arseneau: DVD verdict | „Eine dauerhafte gegnerische Macht als einen dauerhaften Druck auf die Serie zu haben, erwies sich als wundervolle Idee, und viele würden zustimmen, dass sich Deep Space Nine letztendlich zu etwas eigenem entwickelte und als voll funktionierende Einheit innerhalb des Trek-Kanons heraustrat; die Serie war ohne Gene Roddenberry nicht länger schüchtern und schwerfällig, sie wurde mutiger und gewagter als ihr Vorgänger, und ähnelt natürlich weitaus weniger Babylon 5. Das Schauspiel hat sich zu einer veritablen, gut geölten Maschine verfestigt, in der die Besetzungsmitglieder entspannt miteinander umgehen, und die kleinen, komplexen Nuancen der Interaktion beginnen zu gedeihen. Avery Brooks´ übertriebene dramatische Darbietung beginnt Sinn zu ergeben, da Sisko eine Menge Zeit unter Anspannung verbringt. Eher, als aus Notwendigkeit dazu gezwungen geworden zu sein, um das Trek-Universum in kühne Richtungen zu führen oder die Formel in neues Territorium zu erweitern, indem man der Besetzung ein schickes Raumschiff gibt, wurde der Fokus der Serie etwas geändert und in formelhafte Situationen, ähnlich der Next Generation zurückversetzt.“ |

„Retrospektiv erweist sich die bewusst langsame und bedachte Fortentwicklung des Handlungsstrangs um das Dominion jedoch als ungemein kluge Entscheidung: Schon früh merkten die Story-Entwickler, dass sie hier etwas in der Hand hatten, was die Serie bis zu ihrem Ende formen würde, und einen derart großen Ansatz sollte man pfleglich behandeln und genüsslich ausspielen.“

## Auszeichnungen
- Golden Reel Awards 1995, nominiert: Bester Tonschnitt (ADR), für Ep. Der Visionär
- Emmy Awards 1995
  - Beste Einzelleistung in Make-up für eine Serie, für Ep. Ferne Stimmen
  - nominiert: Beste Einzelleistung in Frisur für eine Serie, für Ep. Der geheimnisvolle Garak – Teil 1
  - nominiert: Beste Einzelleistung in visuelle Spezialeffekte, für Ep. Der Plan des Dominion
- ASCAP Awards 1996: Beste Fernsehserie
- NAACP Image Award 1996, nominiert: Bester Hauptdarsteller in einer Dramaserie, für Avery Brooks
- Young Artist Award 1996, nominiert:
  - Beste Leistung eines Jungschauspielers – Drama-Fernsehserie, Cirroc Lofton
  - Beste Leistung eines Jungschauspielers – Fernsehseriengastrolle, Richard Jackson